# Hydrogamasellus longopilus
Hydrogamasellus longopilus är en spindeldjursart som beskrevs av Wolfgang Karg 1976. Hydrogamasellus longopilus ingår i släktet Hydrogamasellus och familjen Ologamasidae. Inga underarter finns listade i Catalogue of Life.